# Euxoa pleuritica
Euxoa pleuritica är en fjärilsart som beskrevs av Augustus Radcliffe Grote 1876. Euxoa pleuritica ingår i släktet Euxoa och familjen nattflyn. Inga underarter finns listade i Catalogue of Life.